# Chazit ha-am
Chazit ha-am (hebrejsky: חזית העם, doslova Fronta národa) byl hebrejský psaný deník vycházející v mandátní Palestině v letech 1931–1934.
Za vznikem listu stálo hnutí revizionistického sionismu a jeho předák Vladimír Žabotinský. Ten se koncem roku 1928 krátce stal editorem listu Do'ar ha-jom, ale revizionistům se nepodařilo z tohoto deníku vytvořit svůj trvalý tiskový orgán. Proto došlo v roce 1931 k založení deníku Chazit ha-am. První číslo vyšlo 2. listopadu 1931. Mezi editory deníky patřili Uri Cvi Greenberg, Abba Achime'ir a Jehošua Jejvin. Během krátké doby bylo ale vydávání listu zastaveno mandátními britskými úřady. Revizionisté pak místo něj vydávali list ha-Jarden a od roku 1938 ha-Maškif.